# 城隍庙
城隍庙是祭祀城隍的廟宇。在中国、朝鮮半島、越南文化中，城隍是城池守护神，其前身是水庸神。城隍，有的地方又称城隍爷；起源于古代的水（隍）庸（城）的祭祀，为《周禮》八神之一。“城”原指挖土筑的高墙，“隍”原指没有水的护城壕。城隍爷是冥界的地方官，职权相当于阳界的縣令。城隍廟並不是每個城市都有，只有縣治以上層級的城市才能設有官方的城隍廟。
所謂陰廟，在道教上來說，是指祭祀無主孤魂的廟。而祭祀陰界神明的廟宇，如城隍廟、地藏庵、東嶽殿、閻羅宮等，亦為神廟而非陰廟。兩者不可混淆，亦不可同日而語。

## 歷史
城隍廟源自城隍神信仰。周朝天子祭祀“八蜡”中的“水庸”，被認為是祭祀城隍之始，但與後世城隍信仰情況不太相同。相傳三國時代的吳國曾建城隍廟，根據《隋書》的記載，南北朝時民間信仰中城隍神已較為普遍。
漢唐時，道教成形，城隍神信仰也被吸收到道教神祇體系當中。由於道教的普及，城隍信仰大盛，各地相繼建設城隍廟。元朝時在京城大都（今北京）建城隍廟。明朝開國皇帝朱元璋因出生于土地庙，所以对土地神的上司城隍神便格外崇敬，在明洪武二年（1369年），朱元璋下诏加封天下城隍，并严格规定了城隍的等级，共分为都、府、州、县四级，于是全国各地的城隍庙便如雨后春筍般一下子修了起来。

## 著名城隍廟

### 中國大陸

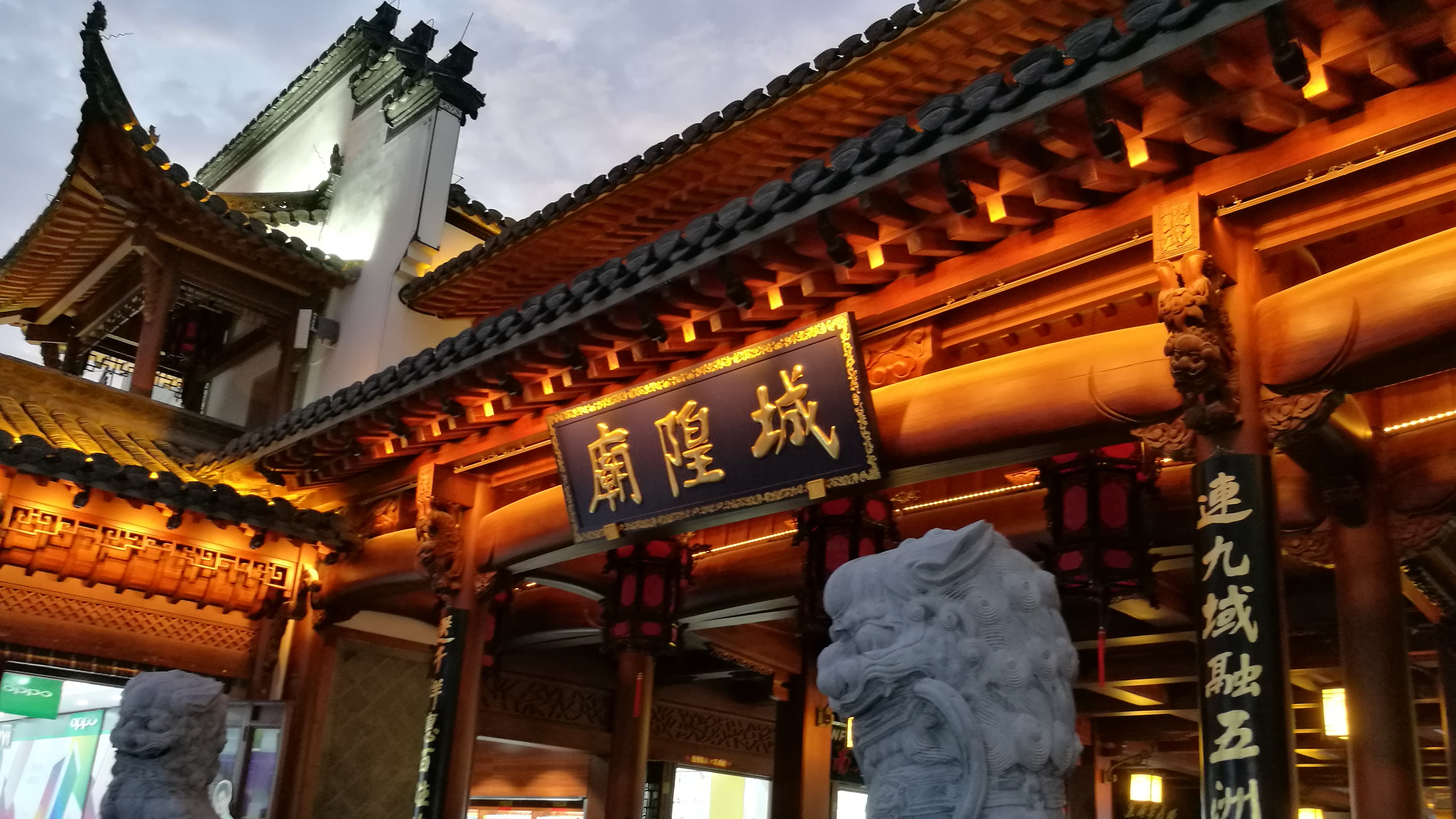
庐州府城隍庙

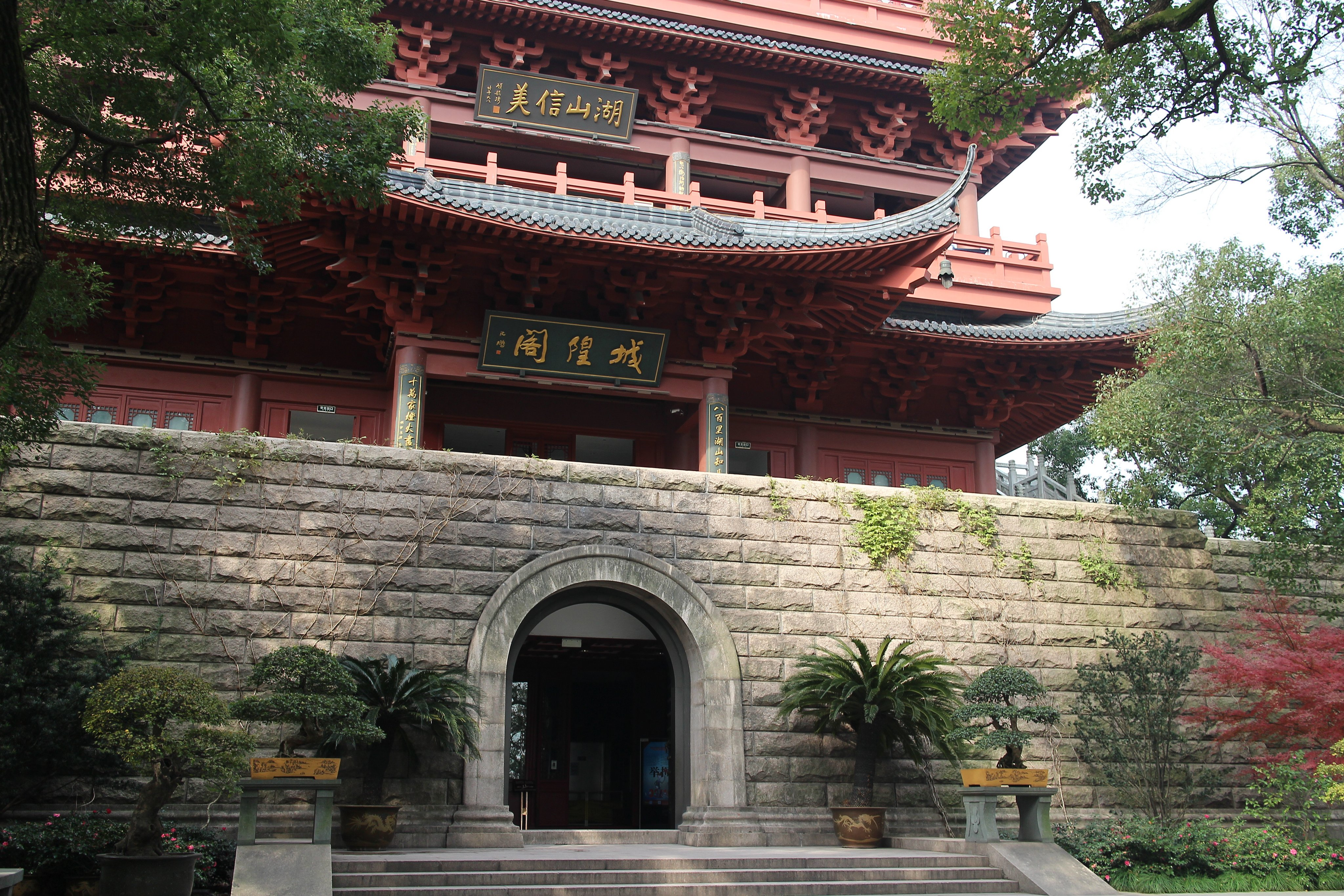
杭州市吳山城隍廟

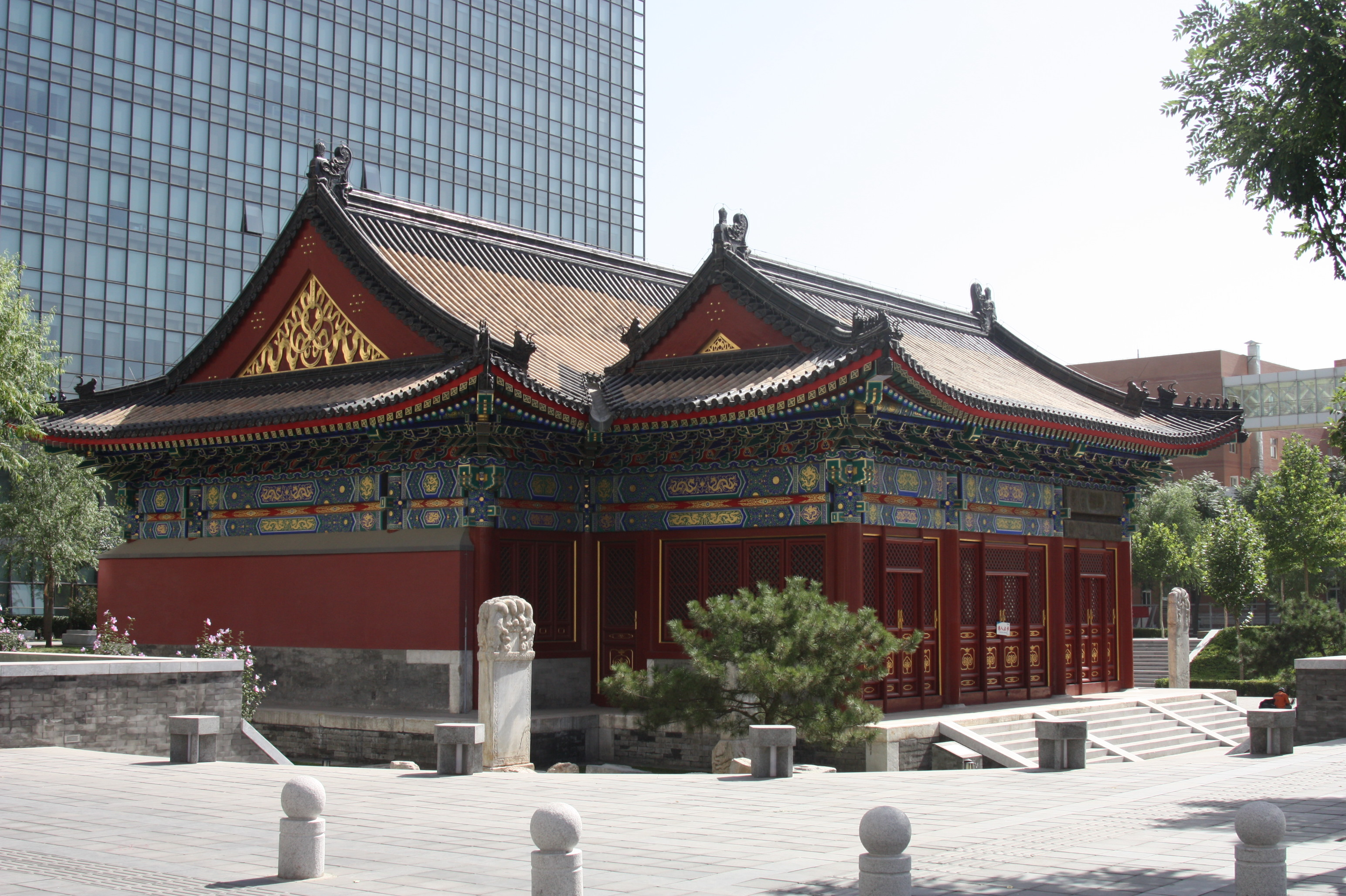
北京都城隍廟寢殿

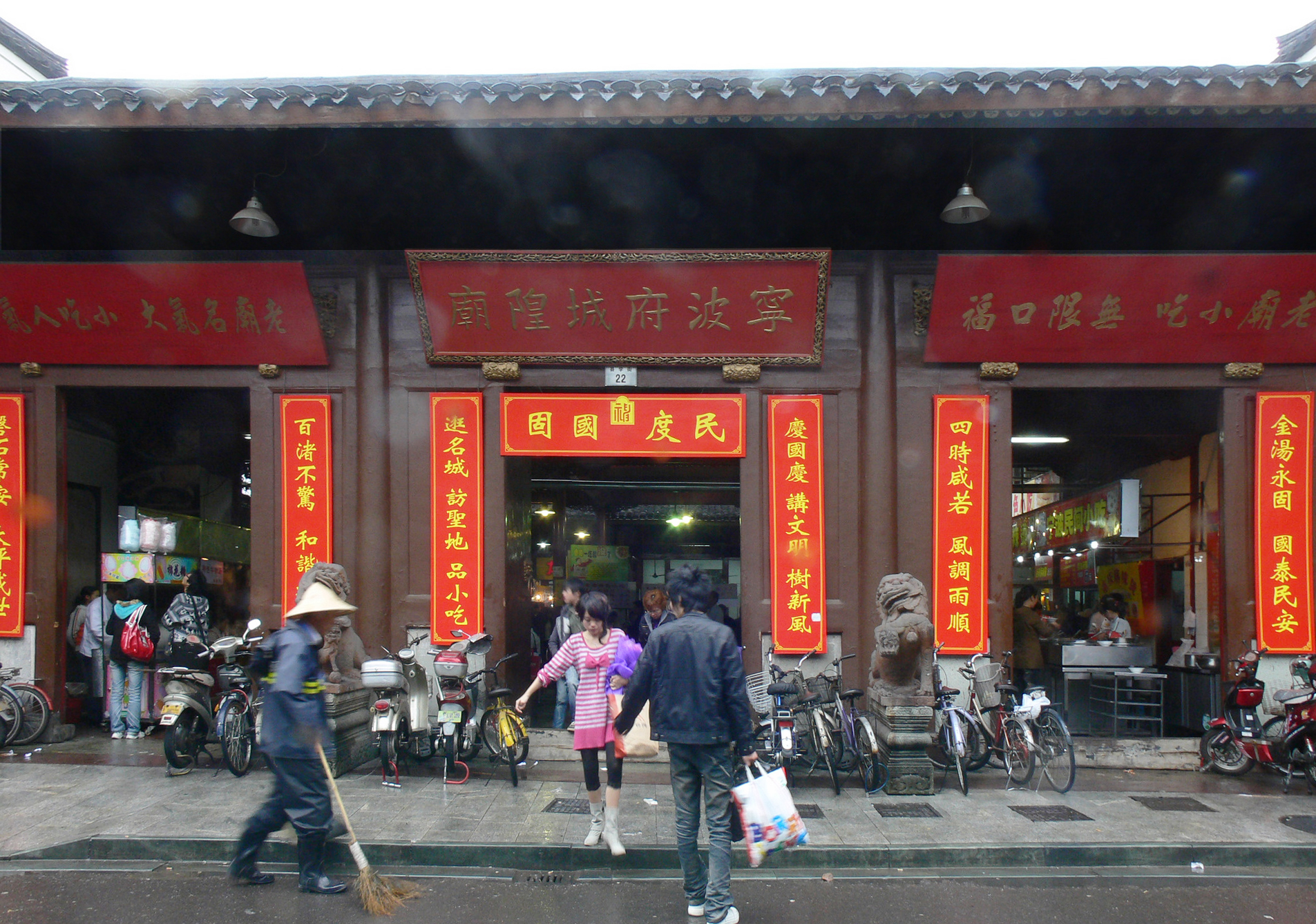
宁波府城隍庙

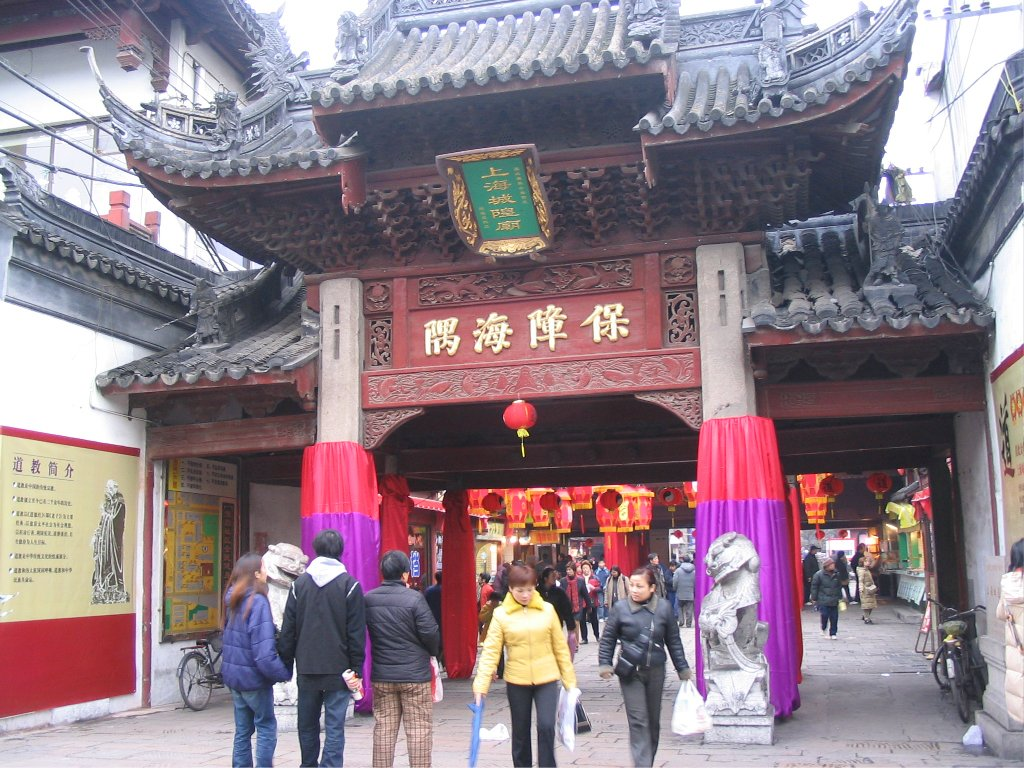
上海城隍廟

- 福建都城隍庙（建于西晋太康年间 公元280--289年，南宋绍兴二十七年(1157年)，扩大规模，为有史以来第二早的城隍庙，距今已有1700多年。）
- 山西省解州直隸州芮城城隍庙（建于北宋大中祥符年间，公元1008-1016年）
- 安徽省庐州府城隍庙（建于北宋皇祐三年，公元1051年，清咸丰三年，即公元1854年，毁于太平天国战火，重建于清光绪五年，公元1879年）
- 浙江省杭州府吳山城隍閣（建於南宋紹興九年，公元1139年）
- 北京都城隍廟（建於元朝至元七年，公元1270年）
- 山西省晋中市榆次城隍廟（建於元朝至正二十二年，公元1362年）
- 山西省长治市潞安府城隍庙（建於元朝至元二十二年，公元1285年）
- 江西省南昌城隍廟（建於明朝洪武三年，公元1370年）
- 江蘇省常州府無錫縣城隍廟（建於明朝洪武二年，公元1369年）
- 江蘇省蘇州府城隍廟（建於明朝洪武三年，公元1370年）
- 浙江省寧波府城隍廟（建於明朝洪武四年，公元1371年）
- 西安都城隍廟（建於明朝洪武二十年，公元1387年）
- 江蘇省松江府上海城隍廟（建於明朝永樂年間，公元1403年－1424年）
- 廣州都城隍廟（建於明朝，位於中山四路，因文化大革命被關閉，廟內的神像被移至佛山，之後寺廟曾被改建為餐廳、民宅、倉庫等，之後空置，在2010年10月30日經修復後重光對外免費開放）
- 福建省泉州府同安縣霞城城隍庙，建於清朝康熙元年（1662年），是臺灣霞海城隍的“祖庙”。
- 河南省鄭州直隸州城隍廟（建于明朝）

### 臺灣

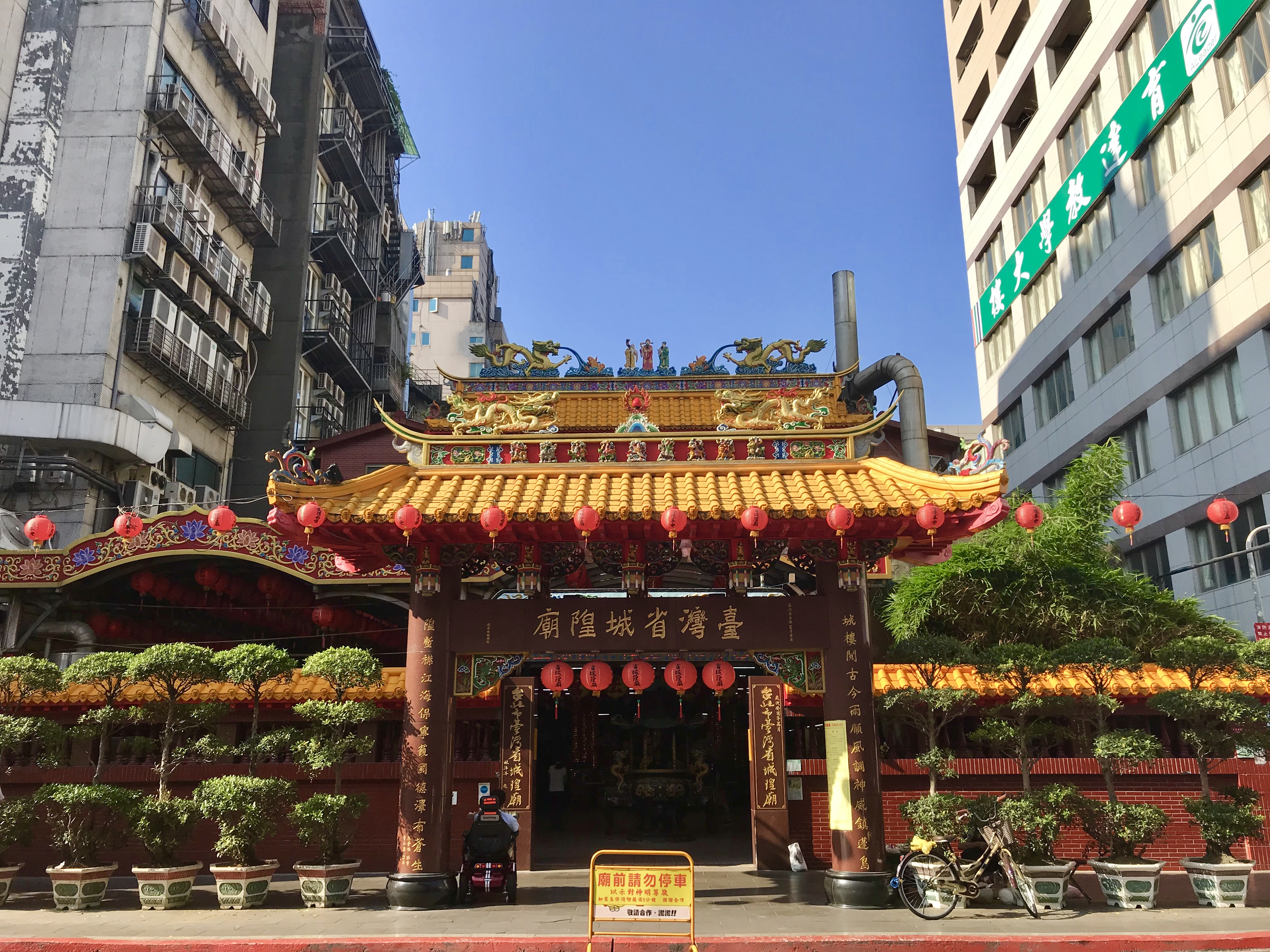
臺灣省城隍廟

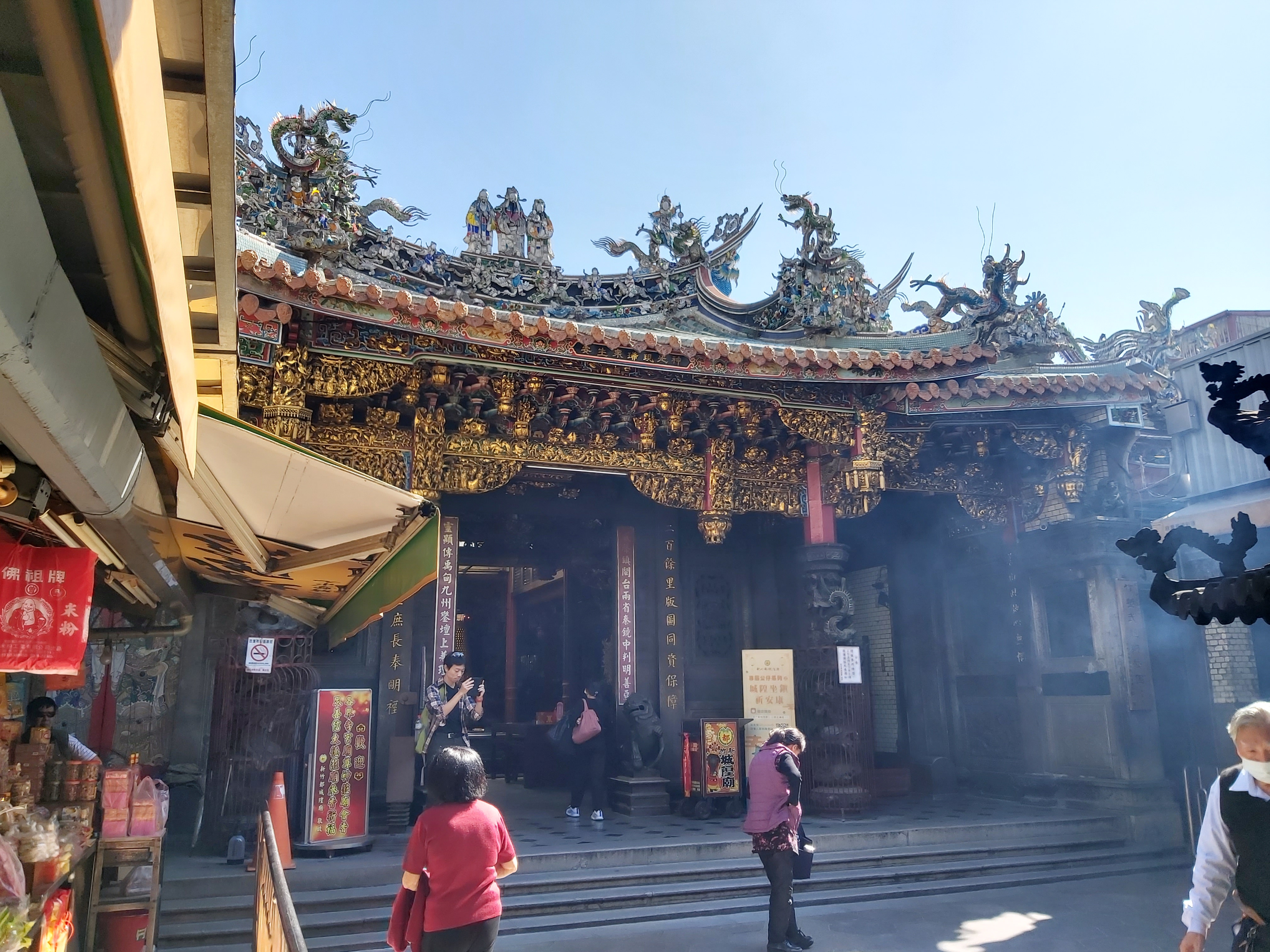
新竹都城隍廟

- 台灣府城隍廟（建於明鄭永曆二十三年，西元1669年，位在當時承天府城（今台南市）東安坊郡署的右側）
- 大稻埕霞海城隍廟（建於清朝咸豐九年，西元1859年）
- 台北府城隍廟（建於清朝光緒七年，西元1881年）
- 松山霞海城隍廟（建於嘉慶末年－道光元年之間 (西元1820年－1821年）
- 臺灣省城隍廟（清朝光緒七年(1881)開基 後為日治政府所拆轉為民間祭祀 民國三十四年(1945)十月廿五恢復公開祭祀）
- 基隆護國城隍廟（建於清朝嘉慶二十三年，西元1818年）
- 新北瑞芳九份昭靈廟
- 頭城開成寺城隍廟（建於嘉慶初年。因洪水氾濫沖毀原廟，於同治11年西元1872年再重建）
- 宜蘭城隍廟（建於嘉慶十八年，西元，1813年，官廟）
- 宜蘭蘇澳頂寮城隍廟
- 宜蘭蘇澳山海關城隍廟
- 宜蘭蘇澳港城隍廟
- 宜蘭南方澳城隍廟
- 新竹都城隍廟（建於清朝乾隆十三年，西元1748年）
- 新竹普天城隍廟（建於民國七十四年，西元1985年）
- 桃園市西廟（建於清朝嘉慶二十五年，西元1820年）
- 苗栗縣城隍廟（建於清朝光緒十五年，西元1889年）
- 苗栗公館出礦坑城隍宮
- 台中城隍廟（建於清朝光緒十五年，西元1889年）
- 台中市晉封威靈公都城隍廟（建於民國五十五年，西元1966年）
- 台中大甲城隍廟
- 北台中城隍廟
- 南投埔里瀛海城隍廟
- 南投竹山靈德城隍廟
- 彰化城隍廟（建於清朝雍正十一年，西元1733年）
- 田洋城隍廟
- 鹿港城隍廟（建於清朝乾隆十九年，西元1754年）
- 雲林虎尾大屯城隍廟
- 雲林土庫都城隍廟
- 嘉義城隍廟（建於清朝康熙五十四年，西元1715年）
- 中寮安溪城隍廟（建於清朝乾隆四十年，西元1775年）
- 嘉邑鹿草安溪二隍殿 （页面存档备份，存于）（建於西元2016年）
- 全臺首邑縣城隍廟 （建於清朝康熙五十年，西元1711年
- 南邑城隍廟（建於西元1996年）
- 高雄市霞海城隍廟（建於昭和四年，西元1929年）
- 鳳邑舊城城隍廟（建於清朝康熙四十三年，西元1704年，位在當時鳳山縣 (臺灣)（今左營區）署於興隆內外裡之埤子頭街）
- 鳳邑城隍廟（建於清朝嘉慶五年，西元1800年）
- 東港東福殿城隍廟（建於清朝嘉慶十九年，西元1814年）
- 小琉球城隍廟（建於民國八十年，西元1990年）
- 潮州城隍廟（建於民國三十四年，西元1945年）
- 花蓮城隍廟
- 馬公城隍廟（建於清朝乾隆四十二年，西元1777年）
- 文澳城隍廟（建於清朝雍正五年，西元1727年）

### 香港

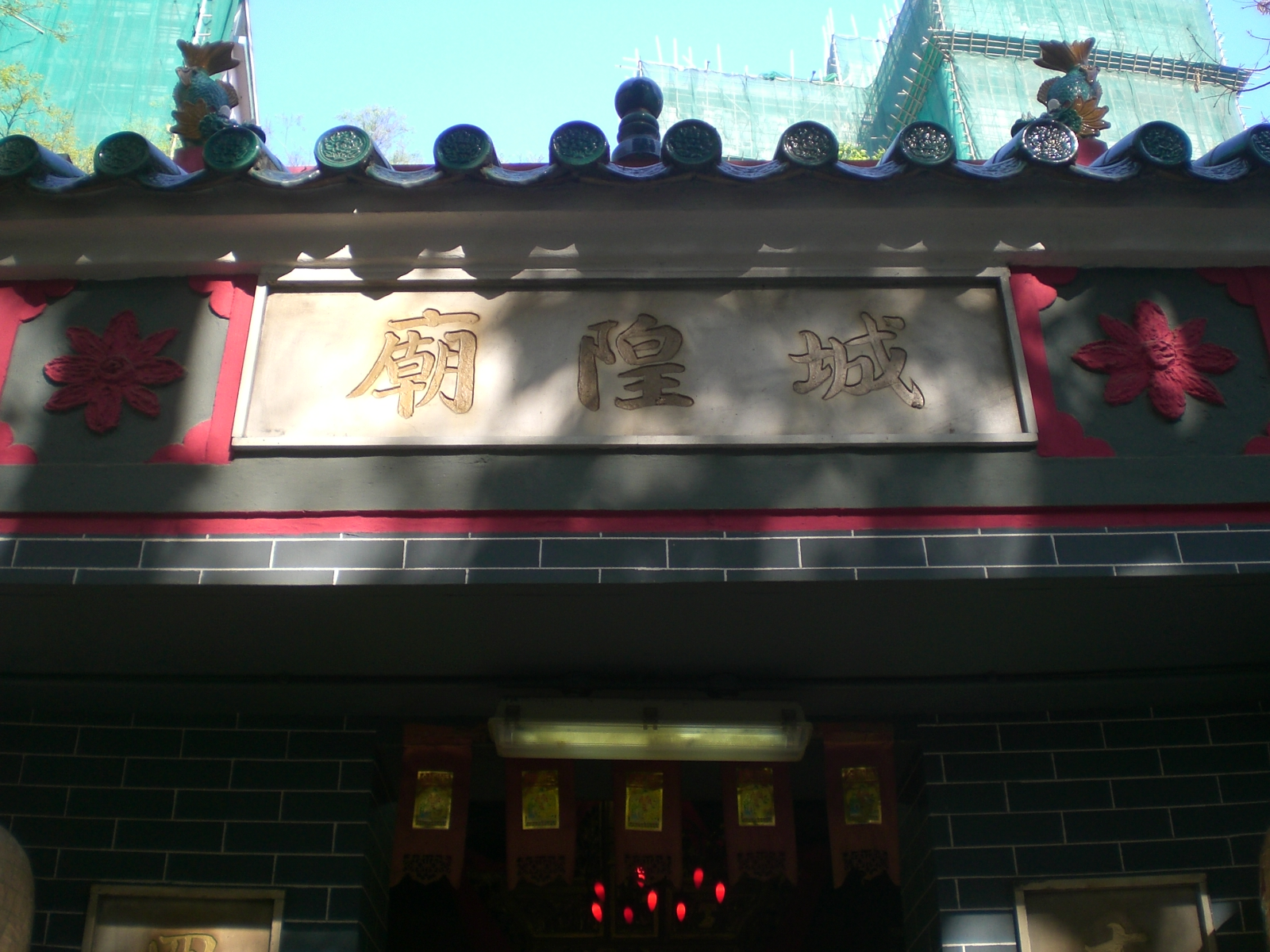
筲箕灣城隍廟

- 油麻地城隍廟
- 灣仔城隍廟
- 秀茂坪城隍廟[2]
- 九龍城城隍廟
- 筲箕灣城隍廟
- 荃灣老圍城隍廟

### 澳門
- 望廈城隍廟（建於光緒三十四年，西元1908年）[3]

### 新加坡
- 丹戎巴葛都城隍廟：成立於1898年，丹戎巴葛都城隍庙属于省都级，供奉的是威靈公。
- 雙林寺城隍廟：成立於1903年，原名为廣福宮。
- 楊桃園城隍廟：成立於1926年，香火从韭菜芭城隍廟分爐到楊桃園安奉。
- 韭菜芭城隍廟：

1. 淵源自中國福建省安溪縣城隍廟 安溪城隍顯佑伯 第五副身。
2. 西元1918年安奉鳳梨山的天公壇（即現在的翡瓏山路海星中學附近）
3. 西元1926年建廟奉祀
4. 西元1938年 太平洋戰爭期間，鳳梨山一帶為英軍兵營基地，由當時政府於是將分配到羅弄韭菜（LORONG KOO CHYE）以靠近東邊的一塊地段，俗稱「韭菜芭」，並安頓受到影響的村民。

### 韓國
- 安東西枝里城隍堂
- 大關嶺國師城隍堂
- 淸風面長善里城隍堂
- 水安堡面安堡里城隍堂
- 薇蕨峰城隍堂
- 城頭里城隍堂

### 越南
越南城隍信仰有廉京城城隍信仰以及鄉村城隍信仰之分。約在唐穆宗之時城隍信仰傳入，然供奉的城隍其意義並不等同於中國的城隍。越南的亭（Ðình）是村社中最重要的精神象徵，除了供奉村社的保護神，舉行祭典之外，也是村社的公會所與議事廳，是越南村社的重心。
- 胡志明市Đình Nhơn Hòa（人和亭）

### 馬來西亞
- 檳城城隍廟，創立於1862年
- 霹靂怡保城隍廟，創立於1874年
- 雪蘭莪州雙溪毛糯城隍府